# Bande organisée (chanson)
Pour les articles homonymes, voir Bande organisée (homonymie) et 13'Organisé.
Singles de Jul
L'Étoile sur le maillot
(9 octobre 2020)
Bande Organisée
Bande Organisée 2
(2024)
Clip vidéo
[vidéo] « Bande organisée », sur YouTube
Bande organisée est une chanson de rap français sortie le 15 août 2020 en tant que premier single  de l'album collectif 13'Organisé. Elle est interprétée par plusieurs rappeurs originaires de Marseille : Jul, SCH, Kofs, Naps, Soso Maness, Elams, Solda et Houari.

## Succès
Après sa sortie, il entre dans le Top 200 puis dans le Top 100 mondial de la plateforme Spotify.
Il devient par la suite, le single de platine et le single de diamant le plus rapide de l'histoire de la musique française,. Le titre bat également le record du rap français du titre qui atteint le plus rapidement les 100 millions de vues sur YouTube. Le titre bat également le record du rap français de longévité dans le Top Monde Spotify. Début décembre 2020, le titre est certifié double single de diamant avec 100 millions de streams (le plus rapide de l'histoire de la musique française), et le clip passe les 200 millions de vues, ce qui en fait le clip français qui atteint ce palier le plus rapidement dans l'histoire,.

## Clip vidéo
Le clip sort à la suite de l'annonce de la volonté de Jul de réunir plusieurs rappeurs marseillais sur le projet 13'Organisé. Le clip sort le 15 août 2020, il atteint le million de vues en 12 heures sur YouTube puis 7 millions de vues en quatre jours.
Sur les chaînes musicales françaises, il est parfois diffusé avec la signalétique « Déconseillé aux moins de 10 ans », et il est parfois diffusé sans signalétique (pour rappel, le CSA n'impose pas de mettre une signalétique sur les clips vidéos en raison de leur format court).
En octobre 2020, le clip se fait censurer à la suite d'une demande du syndicat de police « Alliance ». En effet, des plans du clip montraient une voiture de police se faire caillasser à la fin du couplet de Soso Maness. Ces plans ont alors été supprimés et remplacés par des plans de danseuses et du collectif de rappeurs dans le vélodrome. Un avertissement a également été ajouté au début du clip afin de préciser qu'il était « une œuvre de fiction ».

## Classements et certifications

### Classements hebdomadaires
| Classement (2020)                        | Meilleure position |
| ---------------------------------------- | ------------------ |
| Belgique (Flandre Ultratip 100)          | 9                  |
| Belgique (Flandre Ultratop R&B/Hip-Hop)  | 19                 |
| Belgique (Wallonie Ultratop 50 Singles)  | 2                  |
| Belgique (Wallonie Ultratop R&B/Hip-Hop) | 2                  |
| France (SNEP)                            | 1                  |
| Global 200 (Billboard)                   | 115                |
| Suisse (Schweizer Hitparade)             | 7                  |
| Suisse (Charts Romandie)                 | 7                  |

Le morceau est resté 1er du Top Singles en France (ventes + streaming) pendant 11 semaines consécutives. Il restera dans le top 3 les 6 semaines suivantes (il y sera donc resté 17 semaines en tout). Il quitte le top 5 une semaine pour la première fois la semaine du 5 février, soit plus de 5 mois et demi après sa sortie. Fin avril 2021, soit plus de 8 mois après sa sortie, le titre figure encore dans le top 30.

### Certifications
| Région                                                                                                 | Certification | Ventes/Streams |
| --- | ------------- | -------------- |
| France                                                                                                 | 5 × Diamant   | 250 000 000*   |
| Belgique                                                                                               | Platine       | 20 000*        |
| *Ventes selon la certification ^Mise en rayon selon la certification xNon précisé par la certification |               |                |